# El Carrizo, Azoyú
El Carrizo är en ort i Mexiko.   Den ligger i kommunen Azoyú och delstaten Guerrero, i den sydöstra delen av landet, 300 km söder om huvudstaden Mexico City. El Carrizo ligger 213 meter över havet och antalet invånare är 331.
Terrängen runt El Carrizo är platt åt sydväst, men åt nordost är den kuperad. Terrängen runt El Carrizo sluttar söderut. Runt El Carrizo är det ganska glesbefolkat, med 34 invånare per kvadratkilometer. Närmaste större samhälle är Azoyú, 6,1 km norr om El Carrizo. Omgivningarna runt El Carrizo är en mosaik av jordbruksmark och naturlig växtlighet.